# Indigofera incompta
Indigofera incompta är en ärtväxtart som beskrevs av Mcvaugh. Indigofera incompta ingår i släktet indigosläktet, och familjen ärtväxter. Inga underarter finns listade i Catalogue of Life.